# Вавиль
Вави́ль (фр. Waville) — коммуна во французском департаменте Мёрт и Мозель, региона Лотарингия. Относится к  кантону Шамбле-Бюссьер.	

## География

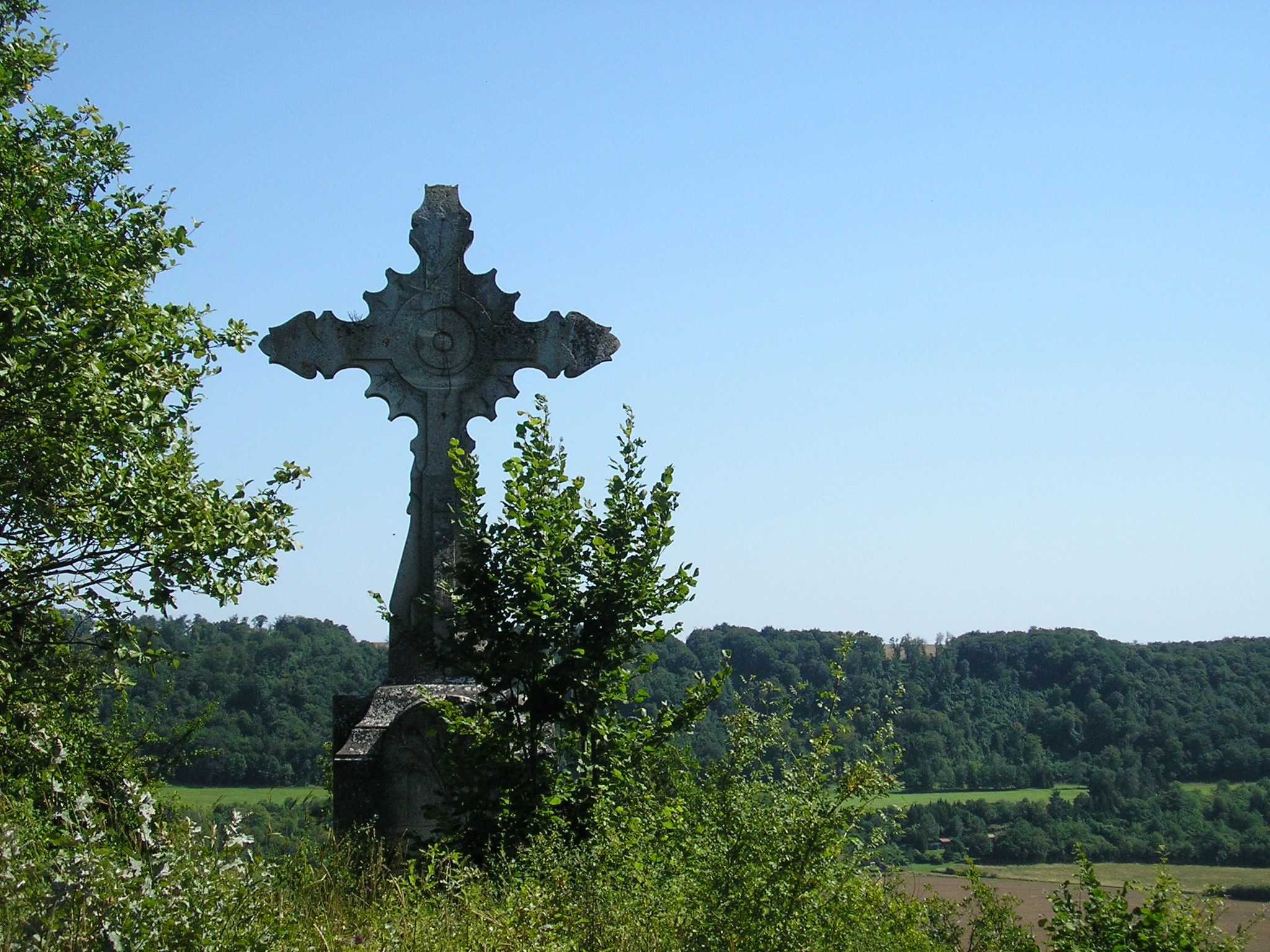
Монумент Круа-де-Жуаёз.

Вавиль расположен в 21 км к западу от Меца и в 39 км к северо-западу от Нанси. Стоит на реке Рюп-де-Ма, левом притоке реки Мозель. Соседние коммуны: Онвиль и Байонвиль-сюр-Ма на северо-востоке, Вильсе-сюр-Ма на юге, Рамбекур-сюр-Ма на юго-западе, Сен-Жюльен-ле-Горз на западе.

## Демография
Население коммуны на 2010 год составляло 444 человека.
| 1962 | 1968 | 1975 | 1982 | 1990 | 1999 | 2010 |
| ---- | ---- | ---- | ---- | ---- | ---- | ---- |
| 367  | 376  | 363  | 396  | 406  | 386  | 444  |

## Достопримечательности
- Монумент Круа-де-Жуаёз
- Виадук Вавиль, железнодорожный мост через долину реки Рюп-де-Ма